# Claude Alzon
Claude Alzon est un essayiste et politologue français né le 12 juillet 1931 à Angers et mort le 19 février 2017 à Beauvais.

## Biographie
Docteur en droit (1963), Claude Alzon est professeur de science politique à l'université de Saint-Denis Paris VIII. Agrégé d'histoire du droit (1963), il a enseigné en Afrique.

## Ouvrages
- La femme potiche et la femme boniche, Éditions Maspéro n°177
- Femme mythifiée, femme mystifiée, PUF 1978
- Problèmes relatifs à la location des entrepôts en droit romain, thèse de doctorat, Éditions Cujas, 1966
- La mort de Pygmalion : essai sur l'immaturité de la jeunesse, Éditions Maspéro, 1974
- L'amour fou, avec Gervaise Alzon, Hachette, 1981
- Problemes relatifs à la location des entrepôts en droit romain, Edition Cujas, 2000
- Deux vieux, L'Harmattan, 2012
- Au goulag, mémoires inédites d’un chef de camp, Le temps de cerises, 2016